# Espansione diadica
L'espansione diadica di un   numero reale compreso tra 0 e 1 non è altro che la sua scrittura binaria costituita dall'accostamento infinito delle sole cifre 0 e 1.

## Definizioni formali
Nel seguito denoteremo con {\displaystyle \Omega } l'intervallo unitario {\displaystyle \left(0,1\right]} e con {\displaystyle \omega } un suo generico punto.
Gli intervalli di {\displaystyle \left(a,b\right]\subseteq \Omega } verranno presi aperti a sinistra e chiusi a destra.
Inoltre denoteremo la lunghezza di un intervallo {\displaystyle I\equiv (a,b]} con {\displaystyle |I|=|(a,b]|=b-a}.

### Espansione diadica infinita
Consideriamo un qualsiasi numero di {\displaystyle \Omega } nella sua notazione binaria, ad esempio {\displaystyle \omega =0.1011001\ldots }, e indichiamo con {\displaystyle d_{n}(\omega )}, dove {\displaystyle d_{n}(\omega )=0,1}, la cifra binaria in posizione ennesima dopo il separatore della parte non intera.
Chiameremo espansione diadica infinita di {\displaystyle \,\omega } la serie:
{\displaystyle \omega =\sum _{n=1}^{\infty }{\frac {d_{n}(\omega )}{2^{n}}}}
che risulterà così associata alla successione binaria:
{\displaystyle \left(d_{1}(\omega ),d_{2}(\omega ),\ldots \right)}.
Osserviamo che, ad esempio, {\displaystyle 0.0100000\cdots =0.0011111\cdots } pertanto i numeri razionali multipli di una potenza negativa di 2 (e solo loro) in {\displaystyle \Omega } ammettono due espansioni diadiche: una, al pari degli altri numeri reali, infinita ed una finita (per finita si intende che da una certa posizione in poi troviamo tutti zeri), che trascureremo.
Osserviamo, inoltre, che troncare un numero all'ennesima cifra dopo il separatore equivale a prendere la serie della sua espansione diadica e considerarne solo la somma parziale arrestata all'ennesimo termine.

### Intervallo diadico
È intuitivo verificare che ogni {\displaystyle \alpha \in \Omega } soddisfa la seguente diseguaglianza:
{\displaystyle \sum _{k=1}^{n}{\frac {d_{k}(\alpha )}{2^{k}}}<\alpha \leq \sum _{k=1}^{n}{\frac {d_{k}(\alpha )}{2^{k}}}+\sum _{k=n+1}^{\infty }{\frac {1}{2^{k}}}}
Osserviamo che, fissato {\displaystyle \alpha }, l'insieme dei numeri {\displaystyle \omega \in \Omega } che hanno in comune con {\displaystyle \alpha } i primi {\displaystyle n} termini dell'espansione diadica appartengono all'intervallo:
{\displaystyle D_{n}(\alpha )\equiv \left(\sum _{k=1}^{n}{\frac {d_{k}(\alpha )}{2^{k}}},\sum _{k=1}^{n}{\frac {d_{k}(\alpha )}{2^{k}}}+\sum _{k=n+1}^{\infty }{\frac {1}{2^{k}}}\right]}
Chiameremo l'intervallo {\displaystyle D_{n}(\alpha )} intervallo diadico.
Avendo stabilito che un'espansione binaria infinita non può terminare con una sequenza di zeri, l'estremo sinistro di ogni intervallo diadico è naturalmente escluso.

### Numeri normali
Consideriamo l'insieme {\displaystyle N=\left\{\omega \in \Omega :\lim _{n\to \infty }{\frac {1}{n}}\sum _{i=1}^{n}d_{i}(\omega )={\frac {1}{2}}\right\}} costituito dagli {\displaystyle \omega } che hanno nelle relativa espansione diadica tante cifre 0 quante cifre 1.
Gli elementi di {\displaystyle N} vengono detti numeri normali.

## Espansioni diadiche e probabilità
L'associazione tra una sequenza infinita di lanci di una moneta e una successione binaria è oltremodo immediata e naturale.
Tale associazione attribuisce alle espansioni diadiche e ai numeri normali un ruolo cruciale nello studio della probabilità numerabile ovvero dei fenomeni aleatori rappresentabili tramite uno spazio di probabilità numerabile.
Se {\displaystyle A=\bigcup _{i=1}^{n}I_{i}=\bigcup _{i=1}^{n}\left(a_{i},b_{i}\right]}, dove gli intervalli {\displaystyle I_{i}} sono disgiunti e contenuti in {\displaystyle \Omega }, associamo ad {\displaystyle A} la probabilità {\displaystyle P(A)=\sum _{i=1}^{n}|I_{i}|=\sum _{i=1}^{n}(b_{i}-a_{i})}.
{\displaystyle P(A)} avrà senso soltanto se {\displaystyle A} è l'unione finita e disgiunta di intervalli di {\displaystyle \Omega }.
Se {\displaystyle A} e {\displaystyle B} soddisfano tale condizione e sono tra loro disgiunti allora anche {\displaystyle A\cup B} sarà l'unione finita e disgiunta di intervalli di {\displaystyle \Omega } e di più {\displaystyle P\left({A\cup B}\right)=P(A)+P(B)}
Poiché {\displaystyle \left|D_{n}(\omega )\right|=\sum _{k=n+1}^{\infty }{\frac {1}{2^{k}}}={\frac {1}{2^{n}}}} è immediato assegnare agli intervalli diadici la misura di probabilità: {\displaystyle P\left(\omega \in D_{n}(\omega )\right)={\frac {1}{2^{n}}}}.
Osserviamo, inoltre, che:
{\displaystyle P\left(\omega :\sum _{i=1}^{n}d_{i}(\omega )=k\right)={n \choose k}{\frac {1}{2^{n}}}}
A titolo di esempio riportiamo la legge debole dei grandi numeri come risultato dello studio delle espansioni diadiche:
{\displaystyle \forall \varepsilon >0\quad \lim _{n\to \infty }P\left(\omega :\left|{\frac {1}{n}}\sum _{i=1}^{n}d_{i}(\omega )-{\frac {1}{2}}\right|\geq \varepsilon \right)=0}